# Lycoperdina succincta
Lycoperdina succincta (лат.) — вид жуков-плеснеедов рода Lycoperdina из подсемейства Lycoperdininae (Endomychidae). Палеарктика.

## Распространение
Палеарктика: встречаются от Западной Европы до Казахстана и Монголии.

## Описание
Жуки мелких размеров. Длина тела около 5 мм, блестящие, красновато-чёрные. Тело дорсально голое, блестящее. Пронотум слабо поперечный, слегка сужен к основанию. Щитик полукруглый, гладкий. Прококсы сближены. Клипеус отделён от лба отчётливой бороздкой. Переднеспинка, значительно более узкая, чем надкрылья, с двумя глубокими, прямыми продольными бороздами, не доходящими до переднего края. Ноги коренастые. Личинки этого вида питаются грибами семейства шампиньоновые (Agaricaceae) — видами рода дождевик и порховкой чернеющей и шампиньонами рода Agaricus, а также отмечены на Lycoperdina succinctaon, навознике белом, Tulostoma volvulatum, Bovistella utriformis и рядовке землистой.